# Фізична терапія
Фізи́чна терап́ія, також фізична реабілітація (англ. physical therapy) — це застосування з лікувальною і профілактичною метою фізичних вправ і природних факторів у комплексному процесі відновлення здоров'я, фізичного стану та працездатності хворих.

## Історія становлення фізичної терапії
В Україні на позначення фізичної терапії тривалий час застосовувався термін «реабілітація», який був запозичений з юриспруденції і означає «відновлення судом або в адміністративному порядку у попередніх правах неправильно звинуваченого». У медицині цей термін почав використовуватись з початку ХХ-го сторіччя: в 1903 році Франц Йозеф Раттер фон Бус вперше послуговується поняттям «реабілітація» у книзі «Система загального піклування над бідними», маючи на увазі благодійну діяльність. Стосовно осіб з фізичними вадами слово «реабілітація» почало вживатись з 1918 року, що пов'язано з організацією в Нью-Йорку Інституту Червоного Хреста для інвалідів.
Розвиткові фізичної терапії в сучасному тлумаченні цього терміна сприяли дві основні історичні події: епідемії поліомієліту з 1890-х до 1950-х років та наслідки двох світових війн.
З 1909 року почали вести статистику хворих на поліомієліт, а в 1916 році відбувся великий спалах цього захворювання в Нью-Йорку, де захворіло понад дев’ять тисяч осіб. На той час лікування поліомієліту передбачало тривалу іммобілізацію та ліжковий режим, що мотивувало атрофію м’язової системи. Боротися з наслідками хвороби почали використовуючи масаж, лікувальну фізичну культуру.
Перша світова війна призвела до зростання кількості інвалідів працездатного віку (поранені солдати), в одних лише Сполучених Штатах Америки їх налічувалось більше ніж 200.000 на початку війни. Перші програми підготовки фізичних реабілітологів розпочали діяти в арміях – американській, англійській, норвезькій. У процесі фізичної реабілітації використовували масаж, гідротерапію, лікувальну фізичну культуру.
На той час фізичними терапевтами у військах працювали здебільшого жінки, отже, досить логічно, що першим об’єднанням фізичних терапевтів у світі стала Американська асоціація жінок–фізичних терапевтів (англ. American Women's Physical Therapeutic Association). Заснування цієї організації відбулось 15 квітня 1921 року. Також у 1921 році було видано підручник «Масаж і лікувальні вправи» (автор англ. Mary McMillan, президент цієї асоціації).
У 1933 році в Австралії було відкрито клініку, яка спеціалізувалась на лікуванні поліомієліту лише засобами фізичної терапії. Провідним спеціалістом цієї клініки була англ. Elizabeth Kenny – людина, яка розробила власну методику боротьби з поліомієлітом.
Ще до початку Другої світової війни фізичних терапевтів визнали в США як рівноправних членів процесу лікування хворого, вони отримали соціальний захист, а у 1938 році відбувся перший загальнонаціональний конгрес фізичних терапевтів.
Друга світова війна призвела до зростання кількості людей з руховими порушеннями. На той час окремі елементи фізичної терапії вже використовували майже всі армії, які брали участь у конфлікті.
Карл і Берта Бобат у 1951 році винайшли концепцію, якою користуються і сьогодні для ведення неврологічних пацієнтів в усьому світі.

## Загальне поняття про реабілітацію
Медична реабілітація, за визначенням комітету експертів Всесвітньої організації охорони здоров'я, — це активний процес, метою якого є досягнення повного відновлення порушених внаслідок захворювання або травми функцій, або, якщо це нереально, оптимальна реалізація фізичного, психічного і соціального потенціалу інваліда, найбільш адекватна інтеграція його у суспільство.
Відповідно до міжнародної класифікації Всесвітньої організації охорони здоров'я, яка була прийнята у 1980 році, виділяють такі рівні медико-біологічних та психо-соціальних наслідків хвороби або травми, які повинні враховуватись при проведенні реабілітації: ушкодження — будь-яка аномалія або втрата анатомічних, фізіологічних, психологічних структур або функцій; порушення життєдіяльності — виникає у результаті ушкодження та означає втрату або обмеження можливості здійснювати щоденну діяльність у межах, які вважаються нормальними для людського суспільства; соціальні обмеження
виникають у результаті ушкодження й порушення життєдіяльності і називають обмеження та перешкоди для виконання соціальної ролі, яка вважається нормальною для цього індивідууму. В останні роки у реабілітацію введено поняття «якість життя», що пов'язана зі здоров'ям; при цьому якість життя розглядають як інтегральну характеристику, на яку необхідно орієнтуватись при оцінці ефективності реабілітації хворих (поняття вперше з'явилось у Index Medicus в 1977 році).
Організаційними основами реабілітації вважають: здійснення комплексної вихідної оцінки стану хворого з формулюванням реабілітаційного діагнозу перед початком реабілітації; проведення реабілітації за певною програмою, що укладена на основі оцінки стану хворого; здійснення оцінки ефективності реабілітаційних заходів в динаміці і після завершення курсу реабілітації; складання рекомендацій щодо лікувальних і соціальних заходів, які необхідні на подальших етапах реабілітації.
За даними міжнародних організацій, кожний 10 мешканець Землі є неповносправний, майже 30 мільйонів осіб щороку отримують каліцтво і різні ураження. Враховуючи збільшення на планеті кількості людей з вродженими вадами, технократизацію суспільства, очікувалось зростання кількості інвалідів на початку XXI ст. до одного мільярда. Отже, інвалідність — це всесвітнє соціальне явище, до якого має бути прикута постійна увага кожної країни, органів її державної влади та управління, науковців та медиків, психологів та педагогів, фахівців з фізичної культури та спорту.
Реабілітація — це процес, який має на меті забезпечити неповносправним досягнення і підтримку їх оптимальних фізичного, чуттєвого, інтелектуального, психічного, а також соціального рівнів діяльності, які б сприяли досягненню вищого рівня самостійності. Реабілітація може включати заходи для підтримання і/або відновлення функцій, або ж компенсації втрати або відсутності функції чи функціонального обмеження. Реабілітаційний процес починається буквально від першої медичної допомоги. Він охоплює широке коло заходів і видів діяльності, починаючи від основної та загальної реабілітації і до дій, спрямованих на досягнення кінцевої мети, наприклад, професійної реабілітації.

### Загальноприйняті засоби фізичної реабілітації
- терапевтична вправа
- масаж
- гігієнічні (природні) фактори
- механотерапія
- працетерапія (ерготерапія)
- психотерапія

## Зміст фізичної терапії
Фізична терапія - це сформована і легітимна професія, з особливими професійними  аспектами  клінічної  діяльності  та  освіти,  що  визначається  різноманітністю соціальних, економічних, культурних та політичних умов. Але  вона,  безумовно,  є  окремою  професією,  тому  першою  професійною  кваліфікацією,  отриманою  в  будь-якій  країні,  є  успішне  завершення  навчальної програми, якою присвоюється кваліфікація фізичного терапевта, надається право використовувати назву цієї професії і працювати як незалежний спеціаліст. Фізичний терапевт - є провідним спеціалістом з відновлення, корекції та підтримки рухових функцій. Він володіє системними знаннями у сфері рухової діяльності людини. Підготовка фізичних терапевтів в Україні здійснюється у вищих навчальних закладах III-IV рівнів акредитації за спеціальністю «фізична  реабілітація» і освітньо-кваліфікаційним рівнем «магістр».
Фізичні терапевти надають послуги приватним особам та населенню загалом, метою яких є максимально можливий розвиток, підтримання та відновлення втрачених або послаблених рухових функцій та працездатності організму впродовж усього життя. Це включає також надання послуг у випадках, коли повноцінне функціонування рухового апарату та дієздатність можуть бути послаблені чи втрачені внаслідок старіння, перенесеної травми, захворювання або негативного впливу довкілля. Повноцінне функціонування рухового апарату є ключовим у понятті «здорова людина».
Фізична терапія займається визначенням та покращенням якості життя та функціювання в потенційно можливих межах, застосовуючи методи заохочення, профілактики, лікування/втручання і реабілітації. Цей процес спрямований на досягнення фізичного, психологічного, емоційного і соціального добробуту. Фізична терапія передбачає взаємодію між фізичними терапевтами, пацієнтами/клієнтами, іншими фахівцями галузі охорони здоров'я, членами родини, доглядачами і громадою в процесі визначення потенційних можливостей відновлення чи дотримання рухових функцій та окреслення мети, використовуючи унікальні знання і навички фізичних терапевтів.
Фізичні терапевти мають відповідну кваліфікацію для виконання таких професійних обов'язків:
- проведення комплексного обстеження/оцінки/визначення потреб окремого пацієнта/клієнта або потреб групи клієнтів
- встановлення діагнозу, визначення прогнозів і плану заходів
- надання консультації в рамках своєї компетенції та визначення того, коли пацієнтам/клієнтам слід звернутися до інших медичних фахівців
- впровадження програми втручання/лікування, складеної фізичним терапевтом
- визначення очікуваних результатів будь-якого втручання/лікування
- надання рекомендацій для самостійного функціонування
- провадить наукову, адміністративну, викладацьку та консультативну діяльність.

Ґрунтовні знання фізичних терапевтів про тіло, потреби і можливості його рухового апарату мають ключове значення для здійснення діагностики і втручання. Практичні заходи будуть відрізнятися в залежності від того, з якою метою застосовуватимуться методи фізичної терапії: для пропаганди здорового способу життя, профілактики, лікування/втручання чи реабілітації.
Фізична терапія — це комплекс послуг, які надаються виключно фахівцем з фізичної терапії або під його керівництвом і контролем. Вона включає в себе обстеження/вивчення, оцінку, діагностування, прогнозування, планування догляду/втручання та повторне обстеження.
Оцінка включає:
- обстеження окремих пацієнтів/клієнтів або груп клієнтів з фактичними або потенційними порушеннями, руховими розладами, функціональними вадами шляхом збору анамнезу, діагностування з використанням спеціальних аналізів і замірів
- оцінку результатів обстеження окремих пацієнтів/груп та/або довкілля на основі аналізу та синтезу в процесі клінічного обґрунтування з метою визначення посередників/виконавців і перешкод на шляху до досягнення оптимального функціонування організму людини.

Діагностика і прогнозування є результатом обстеження і оцінки. Вони представляють результати клінічного обґрунтування з урахуванням додаткової інформації від інших фахівців, в разі необхідності; можуть бути виражені як певна дисфункція рухового апарату або охоплювати комплекс вад, обмеження функцій організму, втрату працездатності, розлади в результаті негативних впливів довкілля, неповносправність.
Прогнозування (включає план догляду/втручання) починається з визначення потреб у догляді/втручанні та, як правило, веде до розробки плану догляду/втручання, в тому числі визначення конкретної реальної мети у співпраці з пацієнтом/клієнтом, членами родини чи опікуном. В іншому разі, може виникнути потреба скерувати пацієнта/клієнта до іншої установи чи медичного фахівця, у випадках, які не належать до компетенції фізичного терапевта.
Втручання/лікування здійснюється і моделюється для досягнення попередньо узгоджених цілей і може включати в себе мануальну терапію; фізичні вправи; фізичні, електротерапевтичні та механічні засоби; рухові вправи; забезпечення допоміжними засобами; навчання та консультування пацієнтів; ведення документації, координацію і спілкування. Втручання/лікування може бути спрямоване на запобігання порушенням, обмеженням активності, втраті працездатності, інвалідності і травматизму, в тому числі на зміцнення і підтримання здоров'я, якості життя, працездатності і гарного самопочуття у будь-яких вікових чи соціальних групах. Повторне обстеження вимагає визначення результатів.

### Складовими загального процесу реабілітації є такі її різновиди
1. Медична — завданням якої є максимально можливе відновлення стану здоров'я пацієнта засобами традиційної та нетрадиційної медицини;
2. Професійна — яка передбачає відновлення професійних навичок людини або навчання новим навичкам, які відповідають функціональним можливостям особи;
3. Соціальна — яка забезпечує повернення людини до максимально активного життя у суспільстві, якомога повнішу її інтеграцію у всі сфери його життя;
4. Фізична — напрямок у сфері охорони здоров'я, покликаний, головним чином запобігати або полегшувати рухові дисфункції людини.
5. Трудова — система заходів, розроблених з урахуванням схильностей, фізичних, розумових і психічних можливостей особи і спрямованих на оволодіння трудовими навичками забезпечення трудової діяльності та адаптацію у виробничих умовах, у тому числі шляхом створення спеціальних чи спеціально пристосованих робочих місць.

У науковій літературі частотним є таке трактування явища фізичної реабілітації: «це застосування з лікувальною і профілактичною метою фізичних вправ і природних факторів у комплексному процесі відновлення здоров'я, фізичного стану та працездатності хворих». Таке визначення збігається з тлумаченням терміна «реабілітація», представленим у резолюції Генеральної Асамблеї ООН № 48/96 від 20 грудня 1993 року: «Стандартні правила щодо зрівняння можливостей інвалідів». Також у резолюції зазначається, що реабілітація може передбачати заходи збереження і відновлення функцій, або ж компенсацію втраченої чи відсутньої функції.
В українському законодавстві (Закон України «Про реабілітацію інвалідів в Україні», 2006) фізичною реабілітацією названо систему заходів, спрямованих на вироблення і застосування комплексів фізичних вправ на різних етапах лікування і реабілітації, що забезпечують функціональне відновлення особи, виявляють і розвивають резервні і компенсаторні можливості організму шляхом вироблення нових рухів, компенсаторних навичок, користування технічними та іншими засобами реабілітації, виробами медичного призначення.
Головним завданням фізичної терапії є:
- Функціональне відновлення (повне або компенсація при недостатньому чи відсутності відновлення);
- Пристосування до повсякденного життя і праці;
- Залучення до трудового процесу;
- Диспансерний нагляд за реабілітованим.

Принципи фізичної терапії:
1. Ранній початок реабілітаційних заходів. Це допомагає швидше відновити функції організму, попередити ускладнення і у випадку розвитку інвалідності — боротися з нею на перших етапах лікування;
2. Безперервність реабілітаційних заходів. Цей принцип є основою ефективності реабілітації, тому що тільки безперервність та поетапна черговість реабілітаційних заходів — запорука скорочення часу на лікування, зниження інвалідності і витрат на відновне лікування;
3. Комплексність реабілітаційних заходів. Під керівництвом лікаря, реабілітація проводиться й іншими фахівцями: соціологом, психологом, педагогом, юристом та ін.;
4. Індивідуальність реабілітаційних заходів. Реабілітаційні програми складають індивідуально для кожного хворого чи інваліда з урахуванням загального стану, особливостей перебігу хвороби, вихідного рівня фізичного стану, особистості хворого, віку, статі, професії тощо.
5. Необхідність реабілітації у колективі. Фізична реабілітація розглядає людину у взаємозв'язку з довкіллям (і живим, і неживим), тому бажано, щоб пацієнт проходив реабілітацію або ж у звичному тренувальному середовищі, або ж у середовищі пацієнтів, які мають такі ж рухові дисфункції.
6. Повернення хворого чи інваліда до активної праці.

Засоби фізичної терапії
Засобами фізичної терапії вважають масаж, лікувальну фізичну культуру, фізіотерапію, механотерапію тощо.

## Процес фізичної терапії
Фізична терапія — це комплекс послуг, які надаються виключно фахівцем з фізичної реабілітації або під його керівництвом і контролем. Вона охоплює обстеження/вивчення, оцінку, діагностування, прогнозування, планування догляду/втручання та повторне обстеження.
Оцінка включає:
- обстеження окремих пацієнтів/клієнтів або груп клієнтів з фактичними або потенційними порушеннями, руховими розладами, функціональними вадами шляхом збору анамнезу, діагностування з використанням спеціальних аналізів і замірів
- оцінку результатів обстеження окремих пацієнтів/груп та/або довкілля на основі аналізу та синтезу в процесі клінічного обґрунтування з метою визначення посередників/виконавців і перешкод на шляху до досягнення оптимального функціонування організму людини.

Діагностика і прогнозування є результатом обстеження і оцінки. Вони представляють результати клінічного обґрунтування з урахуванням додаткової інформації від інших фахівців, в разі необхідності; можуть бути виражені як певна дисфункція рухового апарату або охоплювати комплекс вад, обмеження функцій організму, втрату працездатності, розлади в результаті негативних впливів довкілля, неповносправність.
Прогнозування (включає план догляду/втручання) починається з визначення потреб у догляді/втручанні та, як правило, веде до розробки плану догляду/втручання, в тому числі визначення конкретної реальної мети у співпраці з пацієнтом/клієнтом, членами родини чи опікуном. В іншому разі, може виникнути потреба скерувати пацієнта/клієнта до іншої установи чи медичного фахівця, у випадках, які не належать до компетенції фізичного реабілітолога.
Втручання/лікування здійснюється і моделюється для досягнення попередньо узгоджених цілей і може включати в себе мануальну терапію; фізичні вправи; фізичні,
електротерапевтичні та механічні засоби; рухові вправи; забезпечення допоміжними засобами; навчання та консультування пацієнтів; ведення документації, координацію і спілкування. Втручання/лікування може бути спрямоване на запобігання порушенням, обмеженням активності, втраті працездатності, інвалідності і травматизму, в тому числі на зміцнення і підтримання здоров'я, якості життя, працездатності і гарного самопочуття у будь-яких вікових чи соціальних групах.

## Заклади фізичної терапії
На території України діють такі заклади фізичної реабілітації: Медичний центр фізичної терапії та медицини болю "Інново", Центр фізичної реабілітації "Формула руху", Навчально-реабілітаційний центр «Джерело», Дитячий реабілітаційний центр «Сонячне світло», ‎Реабілітаційний центр «Еліта», ‎Реабілітаційний центр «fizio» інші.
Послуги з професійно-медичної та фізичної терапії людей з інвалідністю надаються у Всеукраїнському центрі професійної реабілітації інвалідів в селі Лютіж. Особи з інвалідністю мають можливість у комфортних умовах пройти реабілітацію та набути корисної соціально значимої професії на рівні ПТУ.

## Картування доступних реабілітаційних послуг/ послуг фізичної терапії та послуг із забезпечення асистивними технологіями
Українська Асоціація фізичної терапії спільно з UCP Wheels for Humanity реалізують проект “Покращення реабілітаційних послуг в системі охорони здоров’я”.  Одним із завдань проєкту є розширення доступу до реабілітаційних послуг / послуг фізичної терапії, включаючи послуги із забезпечення асистивними технологіями для осіб, які їх потребують, та тих, хто зазнав впливу конфлікту. Із 2019 року в Україні розпочався перехід на новий механізм оплати послуг за принципом «гроші ходять за людиною», що дозволяє забезпечити адресність, прозорість та підвищить якість надання послуг. Для розширення доступу до реабілітаційних послуг та послуг із забезпечення асистивними технологіями Українська Асоціація фізичної терапії здійснює картування:
- доступних реабілітаційних послуг/ послуг фізичної терапії;
- доступних послуг із забезпечення асистивними технологіями.

у Київській/ Львівській/ Запорізькій областях та місті Києві.
Мета картування – поширення інформації серед населення про доступні реабілітаційні послуги / послуги фізичної терапії та послуги із забезпечення асистивними технологіями у визначених регіонах.
https://physrehab.org.ua/uk/about-uk/programs-uk/project-srshs/rt-at-map/

## Українська асоціація фізичної терапії
Також з 2007 року почала діяти Українська асоціація фізичної терапії (спершу як Українська Асоціація фахівців фізичної реабілітації). Так, у вересні 2007 року зусиллями Львівської Асоціації фахівців фізичної реабілітації було проведено установчі збори Української Асоціації фахівців фізичної реабілітації (УАФФР), на яких були присутні представники осередків із 15 областей України.
У квітні 2008 року Львівська обласна та Українська Асоціації фахівців фізичної реабілітації спільно провели перші загальні збори УАФФР, у роботі яких узяли участь делегати з 14 областей України та численні гості (33 особи). Збори ухвалили наступне:
1. Розробити стандарти професійної діяльності фахівців фізичної реабілітації України.
2. Подавати звернення до міністерств із проханням долучитися Асоціації до розробки нормативно-правових документів реабілітації в Україні.
3. Опрацювати проект етичного кодексу, внести пропозиції і поправки, та розглянути його на наступних зборах.

ЛОАФФР реалізувала широкомасштабний проект “MATRA” (Україна-Нідерланди), у якому визначено як основні стратегічні напрямки діяльності Асоціації таке:
- розробка професійних стандартів;
- налагодження системи менеджменту в організації та пошук фінансування;
- підвищення поінформованості суспільства та налагодження співпраці з владою;
- створення системи підвищення кваліфікації фізичного реабілітолога.

З метою подальшого розвитку УАФФР вступила до Всеукраїнського громадського соціально-політичного об’єднання “Національна асамблея інвалідів України”, яке гуртує громадські організації, членами яких є інваліди, узгоджує дії та консолідує їхні зусилля, спрямовані на поліпшення становища інвалідів в Україні. Асоціація також поставила за мету стати повноправним членом Світової конфедерації фізіотерапії із метою заручитися підтримкою професійної спільноти для формування та становлення професії фахівця фізичної реабілітації в Україні.
У 2010 році на ІІІ Конференції Асоціації, яка відбулась у м.Львові в травні були внесені зміни до статуту. Ключовим рішенням стала зміна назви організації на ГО "Українська Асоціація фізичної терапії" (УАФТ). А 18 червня 2011 року на 17-х генеральних зборах Світової Конфедерації фізичної терапії в Амстердамі Україна в особі УАФТ була прийнята до Конфедерації, успішно пройшовши всі процедури для вступу. Україна стала 4-ю після прибалтійських країн (Латвія, Литва та Естонія) з пострадянського простору, які стали на шлях світових стандартів фізичної терапії.
Завдяки тривалому лобіюванню Асоціації 10.08.2016 до Класифікатора професій (раніше формувався Мінпраці, а на момент зміни - Міністерством економічного розвитку і торгівлі) було внесено професію «фізичний терапевт» (код 2229.2), що відкриває шлях до уніфікації і в подальшому доступу до європейського та світового ринку праці в цій галузі. Поряд з фізичним терапевтом також додані ерготерапевт (заняттєвий терапевт, англ. occupational therapist) та лікар фізичної і реабілітаційної медицини.

## Освіта
На сьогодні фахівців фізичної реабілітації та фізичних терапевтів готують у вищих навчальних закладах України з напряму підготовки фізична культура та спорт на рівнях 6.010200 (бакалавр), 7.010202 (спеціаліст), 8.010202 (магістр). Також з 2005 року відбувається присудження наукового ступеня кандидата та доктора наук з фізичної реабілітації (24.00.03).
Професійну підготовку фахівців з фізичної реабілітації проводять у відповідних вищих закладах освіти:   Львівському державному університеті фізичної культури,   Харківській державній академії фізичної культури,   Національному університеті фізичного виховання і спорту України, Сумському державному університеті, Чернігівському національному технологічному університеті та інших.
У світі є розгалужена система післядипломної освіти, яка в Україні лише започатковується.

## Тлумачення основних термінів галузі фізичної реабілітації
Серед найбільш поширених, неточностей і помилок зустрічаються такі:
1. Часто плутають, довільно підміняють або протиставляють терміни лікування і фізична реабілітація.
2. Фахівець фізичної реабілітації – це масажист з вищою освітою.
3. Фахівець фізичної реабілітації – це лікар (або спортивний лікар).
4. Сфера фізреабілітаційної діяльності принципово відрізняється від сфери фізичного виховання і підготовка спеціалістів не може проводитись у стінах фізкультурних ВУЗів.

Терміни фізична терапія і фізіотерапія у англомовних літературних джерелах є синонімами. Своє ексклюзивне право на ці назви проголошує Світова конфедерація фізичної терапії (англ. World Confederation for Physical Therapy — WCPT). Світова конфедерація фізичної терапії визнає, що назва професії і терміни, що вживаються для опису професійної діяльності у понад 100 країнах-членах Конфедерації відрізняються і, в основному, залежать від історичних особливостей розвитку професії. Найбільш поширеними термінами є фізична терапія або фізіотерапія і фізичний терапевт або фізіотерапевт. Конфедерація вважає розуміння рухової діяльності людини основою знань і вмінь фізичних терапевтів і проголошує це твердження базою для можливих редакцій опису фізичної терапії. 
Існує відповідність між національним тлумаченням терміну фізична реабілітація та інтернаціональним тлумаченням терміну фізична терапія (англ. physical therapy). Ці терміни мають дуже близьке змістове навантаження. Ключовими аспектами є, по-перше, спрямування професійної діяльності на функціональне відновлення (реабілітацію) хворих та неповносправних, і, по-друге, застосування однакових засобів і методів впливу, серед яких основними є фізичні вправи.